# Agostino Ciampelli

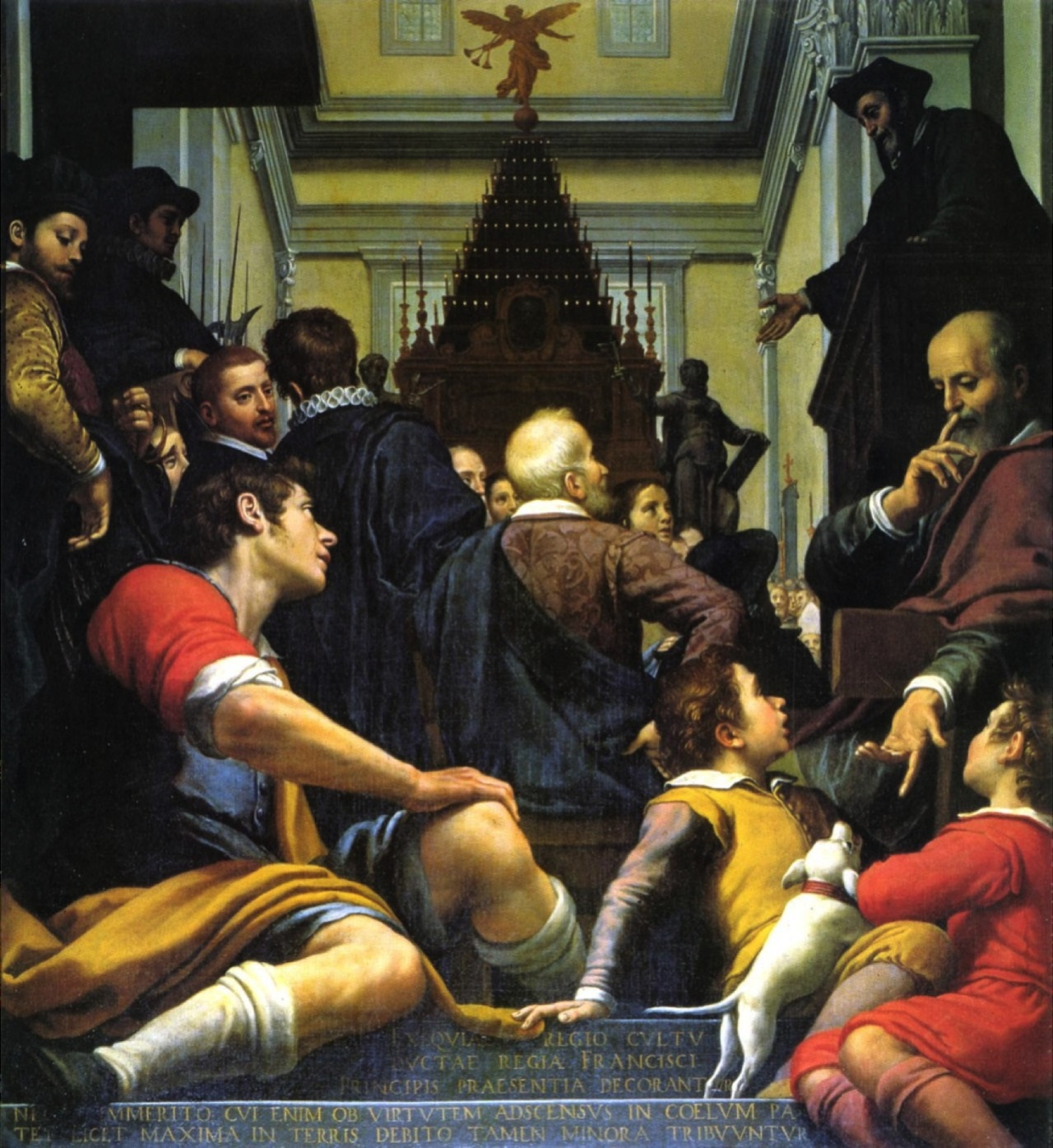
Die Leichenfeier für Michelangelo in San Lorenzo, Deckengemälde von Agostino Ciampelli in der Casa Buonarroti, Florenz, 1617

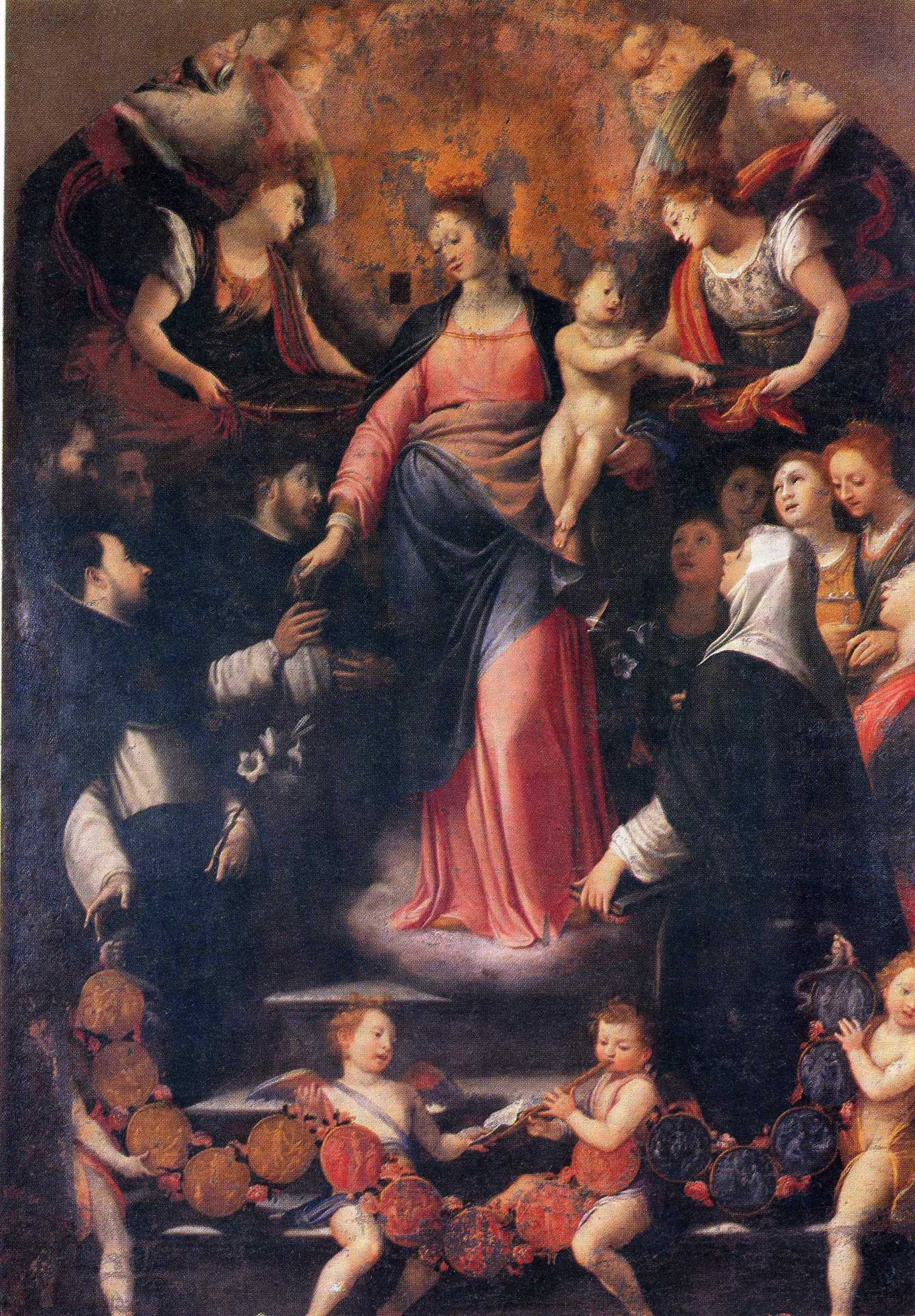
Madonna del Rosario von Agostino Ciampelli

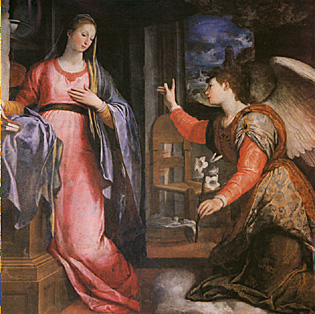
Verkündigung von Agostino Ciampelli

Agostino Ciampelli (* 1566 in Florenz; † 1630 in Rom) war ein italienischer Maler des Barock und Präsident der Accademia di San Luca.

## Leben und Wirken
Ciampelli wurde von dem Maler Santi di Tito ausgebildet. Als dessen Gehilfe wirkte er 1588 an den  Dekorationen für den Einzug der Christine von Lothringen mit.
Spätestens ab 1614 arbeitete Ciampelli in Rom. Er war mit Gian Lorenzo Bernini befreundet und heiratete dessen Schwester Agnese. 1623 wurde er zum Präsidenten (Princeps) der Accademia di San Luca ernannt. Zu seinen Auftraggebern und Mentoren zählten die Päpste Clemens VIII. und Urban VIII. sowie Alessandro Ottaviano de’ Medici, der spätere Papst Leo XI.
Gegen Ende seiner beruflichen Tätigkeit war Agostino Ciampelli Vorsteher der Bauhütte des Petersdoms. Handzeichnungen von ihm befinden sich in den Uffizien sowie im Louvre.
Die Angaben zu den Lebensdaten sind in der Fachliteratur unterschiedlich. Abweichende Geburtsjahre: 1565, 1577; abweichendes Todesjahr 1642.

## Werke
- Deckenfresken der Casa Buonarroti
- Die Zerstörung der Götzen (La distruzione degli idoli) mit dem Apostel Bartholomäus, Gemälde für das Kloster San Bartolomeo in Borgo San Sepolcro, heute im Museo civico, Sansepolcro[4]
- Fresken in den Klosterhöfen von Sant’Agnese fuori le mura
- Passionszyklus in der Kirche Santa Prassede
- Geschichten aus der Apokalypse sowie weitere Gemälde in der Kirche San Giovanni in Fonte beim Lateran (Battistero lateranense).
- Martyrium des heiligen Andreas und Fresken für die Decke der Sakristei in der Kirche Il Gesù
- dekorativer Zyklus in der Villa des Kardinals Ottavio Acquaviva d’Aragona in Frascati, jetzt Villa Grazioli
- Fresken in der Kirche Santa Bibiana im Auftrag Papst Urbans VIII.
- Altargemälde in Öl mit Simon, Judas Thaddäus und den Magiern für den Petersdom, heute im Museo Petriano in Rom
- Fresken in der Galerie des Palazzo Santacroce-Pasolini, Piazza Benedetto Cairoli in Rom
- Gemälde Christus am Ölberg für die Kirche Sant’Egidio in Siena